# Synnøve Thoresen
Synnøve Thoresen (1966) è un'ex biatleta norvegese.

## Biografia
In Coppa del Mondo ottenne l'unico podio, nonché primo risultato di rilievo, il 18 marzo 1989 a Steinkjer (3ª). In carriera prese parte a tre edizioni dei Mondiali, vincendo due medaglie.

## Palmarès

### Mondiali
- 2 medaglie:
  - 1 argento (gara a squadre a Feistritz 1989)
  - 1 bronzo (gara a squadre a Lahti 1991)

### Coppa del Mondo
- 1 podio (individuale[1]):
  - 1 terzo posto